# Seigneurie de la Pointe-à-l'Orignal
Pour les articles homonymes, voir Orignal (homonymie).
La seigneurie de la Pointe-à-l’Orignal, également appelée seigneurie de L’Orignal et seigneurie de Longueuil, était une seigneurie lors de la colonisation française de la Nouvelle-France. Elle était située dans les actuels comtés unis de Prescott et Russell dans l’Est de l’Ontario au Canada. Elle est l’une des deux seules seigneuries de la Nouvelle-France qui a été incluses au territoire du Haut-Canada lors du partage du Québec en 1791, toutes les autres se retrouvant au Bas-Canada, l’actuel Québec, et en Acadie.

## Géographie

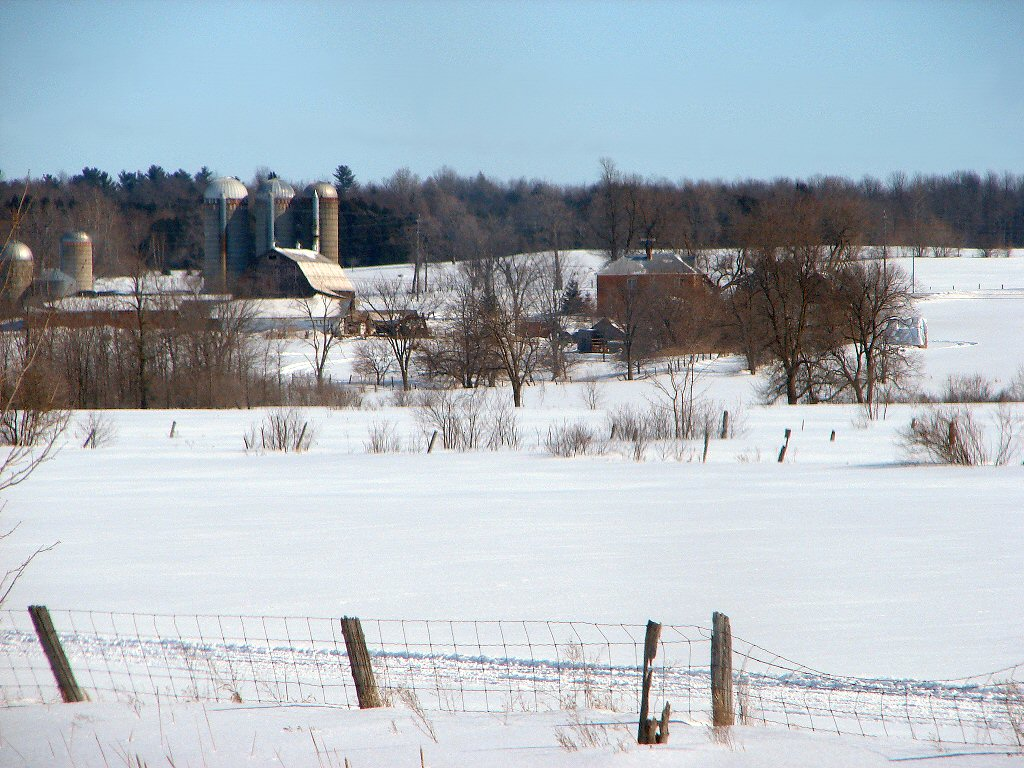
Campagne près de L'Orignal

La seigneurie de la Pointe-à-l’Orignal se situait dans le village actuel de L'Orignal et ses environs, sur la rive droite de la rivière des Outaouais. Elle se trouve en aval de la seigneurie de La Petite-Nation sur la rive opposée, laquelle se trouvait dans l’actuelle municipalité régionale de comté de Papineau au Québec. Le territoire environnant la seigneurie de la Pointe-à-l’Orignal n’a pas été concédé et faisait donc partie du domaine des Pays-d'en-Haut. Les seigneuries les plus rapprochées, outre sa voisine la Petite-Nation, étaient Argenteuil, concédée en 1682, et Rigaud, concédée en 1732, un peu plus à l’est en aval de la rivière des Outaouais. La seigneurie de la Pointe-à-l’Orignal est arrosée par la rivière Nation.
La seigneurie formait un carré de deux lieues de front par deux lieues de profondeur, soit environ 130 km2.

## Histoire
La seigneurie de la Pointe-de-l'Orignal, plus tard appelée la Seigneurie de Longueuil, est concédée par la Compagnie française des Indes occidentales le 27 novembre 1674 à François Prévost, major et gouverneur des Trois-Rivières,,. La concession donne à Prévost les droits de pêche, chasse & traite avec les sauvages, et propriété des lacs & rivières, mines et minieres qui se trouvent sur le territoire de la seigneurie. Le nom de la seigneurie, dérivé du mot orignac, proviendrait du fait qu’on y voyait des orignaux qui traversaient la rivière des Outaouais en provenance des Laurentides.
Marie-Geneviève Joybert de Soulanges, nièce de François Prévost et épouse de Paul-Joseph Le Moyne de Longueuil, hérite de la seigneurie de la Pointe-de-l’Orignal à la mort de son oncle,. Elle avait hérité de la seigneurie de Soulanges de son père, Pierre-Jacques de Joybert de Soulanges et de Marson, alors que Longueuil se fait concéder, en 1734, la seigneurie de la Nouvelle-Longueuil. Leur fils, Joseph-Dominique-Emmanuel Le Moyne de Longueuil, hérite à la mort de son père en 1778, de l’ensemble de ce domaine seigneurial. Comme les revenus de Le Moyne proviennent principalement de Soulanges, il met en vente la seigneurie de la Pointe-à-l’Orignal en 1784. Entre 1784 et 1790, il concède quelques terres aux premiers colons qui s’établissent dans la région. La vente de la seigneurie apparaît toutefois plus opportune du fait qu’elle se retrouve en 1791 dans la nouvelle colonie du Haut-Canada plutôt que de demeurer au Bas-Canada.
En 1796, la seigneurie est achetée par Nathan Treadwell de Plattsburgh (New York). Sa propriété est confisquée par le gouvernement pendant la guerre anglo-américaine de 1812 et est retournée à son fils Charles Platt Treadwell en 1824. Le village de L'Orignal est choisi comme village de district en 1816. La cour régionale du district y est construite en 1825. La paroisse Saint-Jean-Baptiste est érigée en 1836. En 1876, la seigneurie devient le canton de Longueuil et le  village de L'Orignal.

## Seigneurs
| Période   | Seigneur                                        |
| --------- | ----------------------------------------------- |
| 1674-???  | François Prévost                                |
| ???-1766  | Marie-Geneviève Joybert de Soulanges            |
| 1766-1778 | Paul-Joseph Le Moyne de Longueuil               |
| 1778-1796 | Joseph-Dominique-Emmanuel Le Moyne de Longueuil |
| 1796-1812 | Nathan Treadwell                                |
| 1812-1824 | Domaine public                                  |
| 1824-???  | Charles Platt Treadwell                         |

## Postérité
La seigneurie de la Pointe-à-l’Orignal a donné son nom au village de L’Orignal.